# Arabo-frison
Vous lisez un « bon article » labellisé en 2014.
Pour un article plus général, voir Frison (cheval).
L'Arabo-frison (en néerlandais : Arabo Friese Paard) est une race chevaline récente, sélectionnée sur plusieurs générations depuis les années 1960 pour obtenir la morphologie du Frison moderne associée aux qualités d'endurance de l'Arabe. La création de cette race est fortement contestée par certains éleveurs de Frison néerlandais, qui vont jusqu'à incendier les écuries où les premiers croisements sont pratiqués.
L'Arabo-frison n'est pas le résultat d'un croisement direct entre un Frison et un Arabe, mais présente en moyenne 10 à 20 % d'origines arabes, ce qui le rend très proche du Frison. Son stud-book européen est ouvert depuis l'an 2000. La race compte, en 2013, environ 850 représentants dans le monde.

## Histoire
L'Arabo-frison fait partie des nombreux croisements de races incluant l'Arabe.
Sa création, très récente, résulte de plusieurs initiatives à l'échelle européenne. Dans les années 1960, le manque d'endurance et de souffle constaté chez les chevaux Frison en compétition d'attelage pousse le professeur néerlandais Hillner à pratiquer des croisements avec des chevaux arabes sélectionnés. La race Arabe est réputée pour son endurance. Certains éleveurs de Frison s'opposent à ces pratiques, et les écuries de Hillner sont incendiées. Le professeur sauve deux poulains issus de l'étalon égyptien Gharib : Ras et Rachel. Il se réfugie en Allemagne, puis Cor et Jan Driessen reprennent l'expérience aux Pays-Bas. Ils choisissent de nouveaux reproducteurs, et recherchent les aptitudes sportives associées aux qualités originelles du Frison, tout en participant aux épreuves d'attelage internationales,.
En 2000, l’European Arabo-Friesian Studbook (Stud-book européen de l'Arabo-frison) est créé. En 2002, un premier étalon, YK Dark Danilo, est autorisé à la reproduction. L'année 2005 voit la création de l'Association française du cheval Arabo-frison (AFCAF) et 2006, la reconnaissance de ce stud-book en Belgique. La race Arabo-frison est conventionnée en France depuis le 1er octobre 2010, ce qui permet l'inscription des poulains nés en France dans le stud-book européen,. Elle est désormais reconnue comme une race à part entière à l'échelle européenne.

## Description

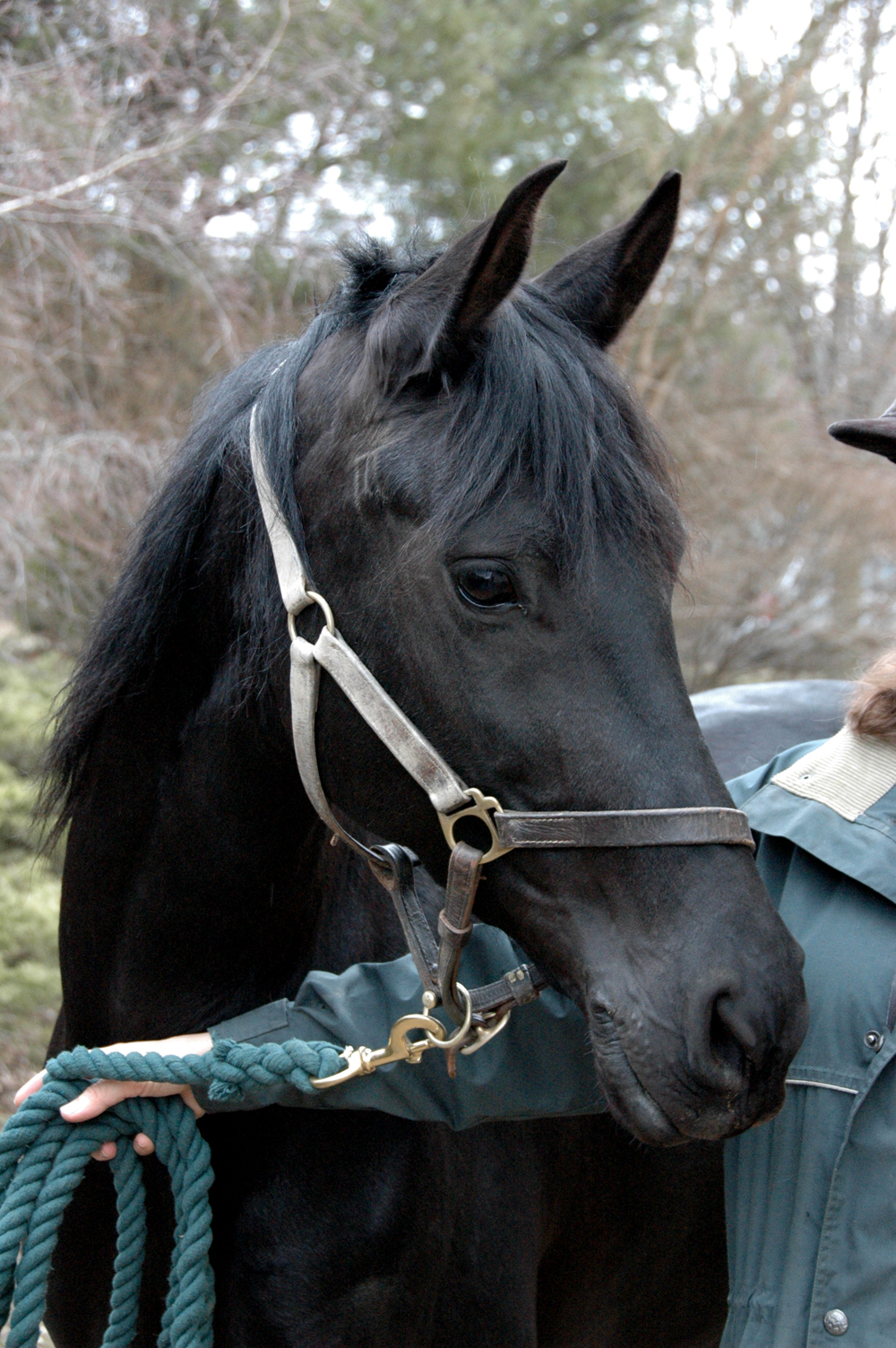
Tête d'une jument Arabo-frisonne noir.

L'Arabo-frison possède en moyenne 10 à 20 % d'origines arabes. Aussi, il est très proche du Frison, les seules différences notables étant une tête plus fine et raffinée, des membres plus fins, et de plus petits sabots. Il présente une longue encolure, associée au port de tête relevé et recourbé du Frison.
La sélection de la race est très rigoureuse, et tend à l'uniformisation du type. Aussi, le stud-book a des exigences strictes en matière de morphologie, d'aptitudes, de taille et de robe. L'Arabo-frison doit mesurer plus d'1,52 m à l'âge de trois ans, une taille minimale de 1,58 m étant requise pour les étalons. Adulte, la taille minimale  demandée est d'1,55 m, et 1,60 m pour les étalons. Comme chez le Frison, la robe noire est la seule autorisée. Les étalons internationaux ne doivent porter aucune marque blanche, mais elles sont tolérées chez tous les autres chevaux. Ils sont également soumis à des tests de performances sportives.
L'objectif est d'obtenir un cheval de sport avec des allures moins relevées que celles du Frison, des mouvements plus économiques dans les trois allures, et beaucoup de souplesse. L'Arabo-frison doit également conserver le caractère du Frison, sa gentillesse et sa facilité d'utilisation,. Comme l'Arabe et le Frison, cette race est génétiquement prédisposée à la dermite estivale récidivante (DERE).

## Utilisations

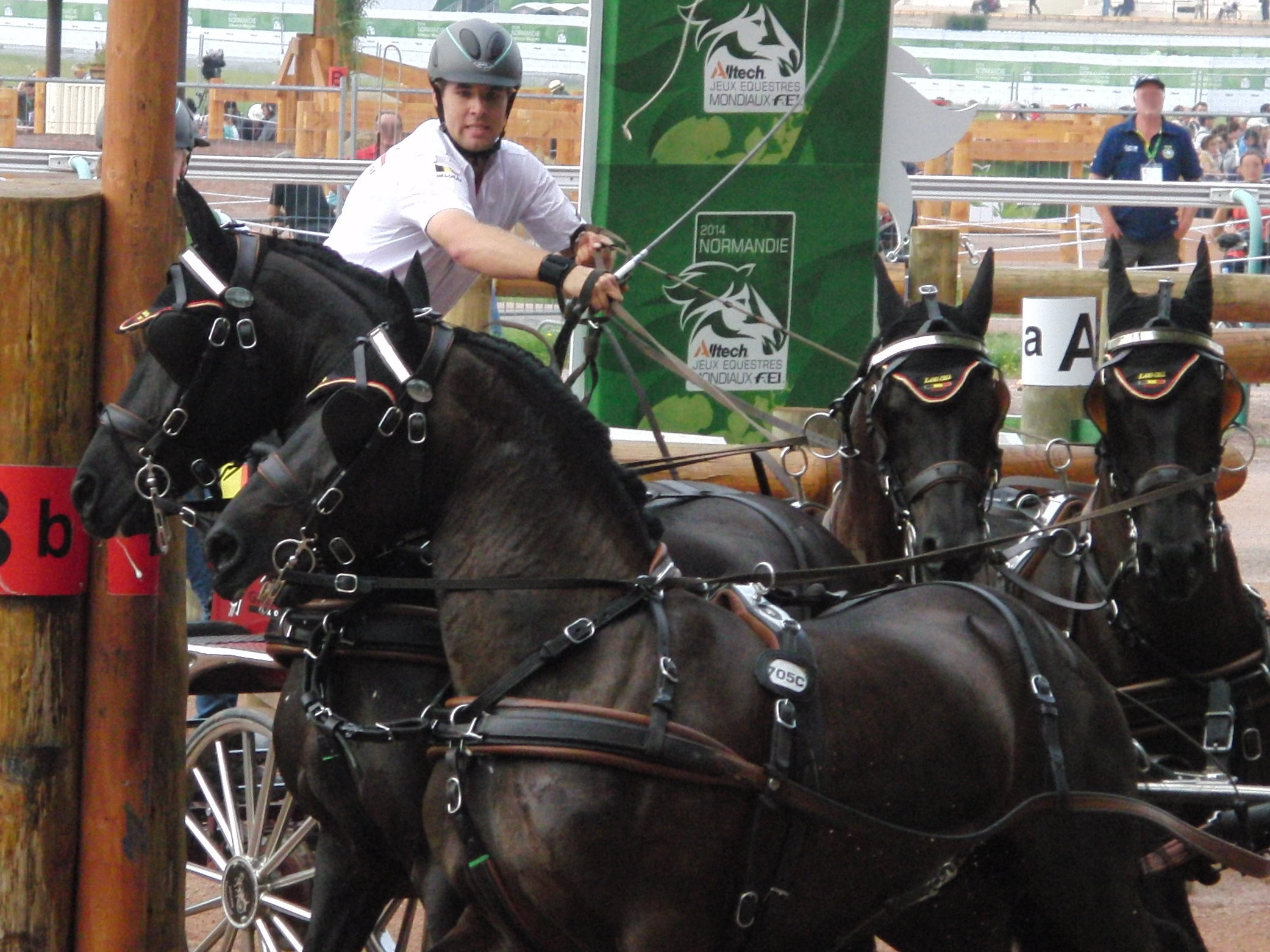
Le meneur belge Édouard Simonet et ses arabo-frisons aux jeux équestres mondiaux de 2014.

L'Arabo-frison est élevé pour être un cheval de sport, doté de davantage de souffle et d'endurance que le Frison. Le premier étalon approuvé, Yk Dark Danilo, a fait partie pendant de nombreuses années de l'équipe championne nationale d'attelage à quatre en Belgique. En 2009, le champion d'attelage à un cheval en Belgique est l'Arabo-frison Maestro. Le meneur belge Edouard Simonet a mené un attelage de quatre Arabo-frisons aux Jeux équestres mondiaux de 2014. En plus de l'attelage, ces chevaux sont représentés en concours de dressage,.
Un Arabo-frison peut aussi sauter environ 1,30 m, selon le pourcentage de sang arabe[réf. nécessaire]. Certains étalons de la race, notamment Ardan du Bélier 018 sortent en compétition de CSO et CCE en amateur.

## Diffusion de l'élevage

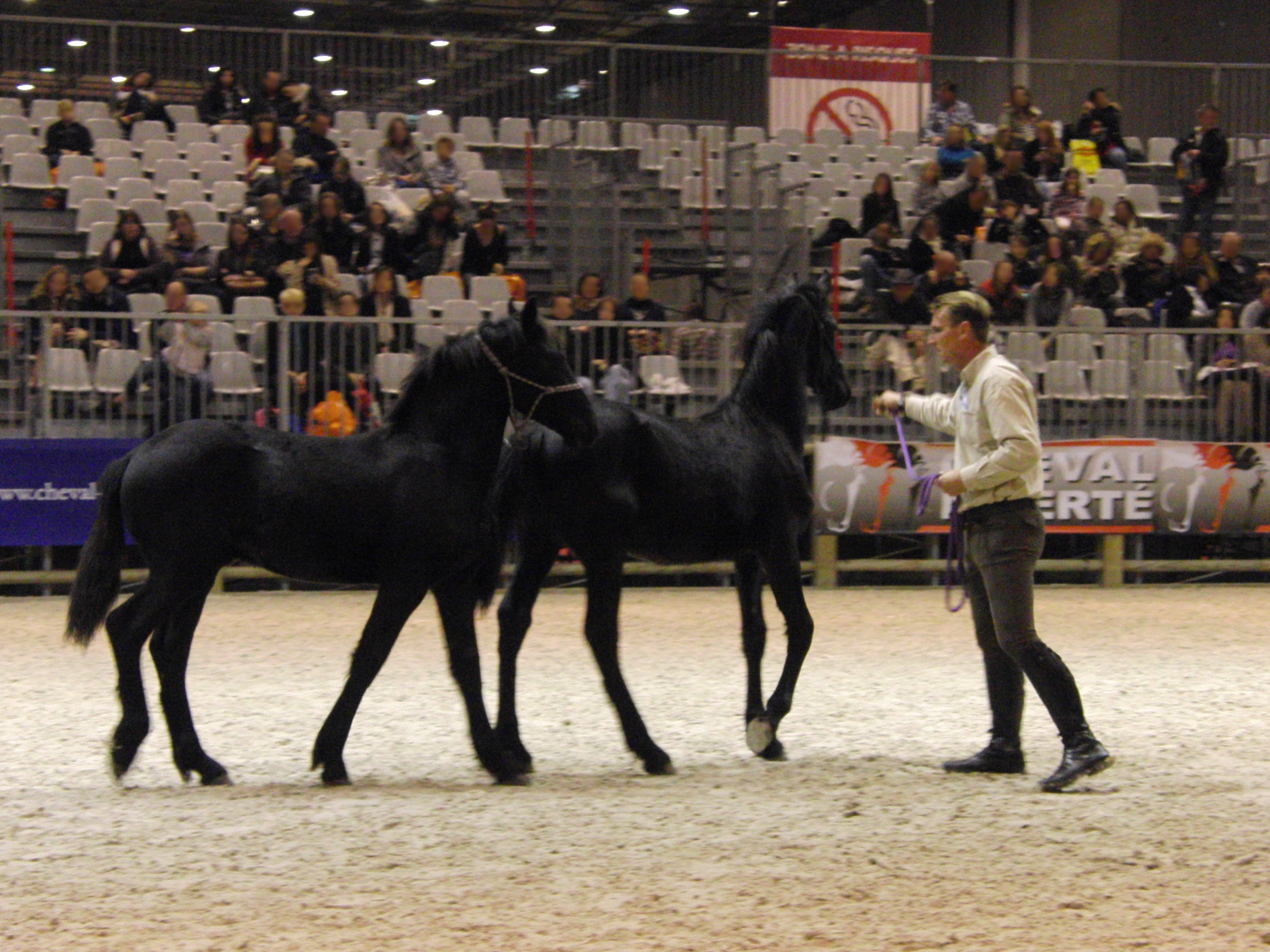
Présentation de poulains au Salon du cheval de Paris 2014 - Damien Chaulet.

L'Arabo-frison s'est répandu dans toute l'Europe grâce à ses capacités sportives, et s'exporte aussi aux États-Unis et au Canada. En 2013, 800 à 900 sujets sont recensés dans le monde, dont 120 en France. En 2013, cette jeune race enregistre environ 200 nouvelles naissances chaque année, dont une vingtaine en France. Elle compte alors douze étalons reproducteurs internationaux autorisés à saillir sans restriction. En 2013, le cheptel belge se situe entre 146 et 219 individus, ce qui place l'Arabo-frison parmi les races à faibles effectifs.